# Kirchen (Sieg)
Kirchen település Németországban, Rajna-vidék-Pfalz tartományban. Lakosainak száma 8443 fő (2023. december 31.).

## Népesség
A település népességének változása:
| Lakosok száma | 9729 | 8567 | 8498 | 8380 | 8431 | 8443 |
|               | 1975 | 2017 | 2019 | 2021 | 2022 | 2023 |